# Fontaine-lès-Croisilles
Pour les articles homonymes, voir Fontaine.
Fontaine-lès-Croisilles est une commune française située dans le département du Pas-de-Calais en région Hauts-de-France. Ses habitants sont appelés les Fontainois.
La commune fait partie de la communauté de communes du Sud-Artois qui regroupe 64 communes et compte 27 059 habitants en 2021.

## Géographie

### Localisation
Localisée dans le sud-est du département du Pas-de-Calais, Fontaine-lès-Croisilles est une commune située, à vol d'oiseau, à 12 km au sud-ouest de la commune d’Arras (chef-lieu d'arrondissement et préfecture du Pas-de-Calais).
Le territoire de la commune est limitrophe de ceux de cinq communes.
Les communes limitrophes sont  Bullecourt, Chérisy, Croisilles, Hendecourt-lès-Cagnicourt et Héninel.

### Géologie et relief
La superficie de la commune est de 6,26 km2 ; son altitude varie de 57  à   98 m. Le point culminant de la commune est le mont Bernard.

### Hydrographie
Le territoire de la commune est situé dans le bassin Artois-Picardie.
La commune est traversée par la rivière la Sensée, un cours d'eau naturel non navigable de 27,07 km, qui prend sa source dans la commune de Saint-Léger et se jette dans le canal du Nord au niveau de la commune d'Arleux.

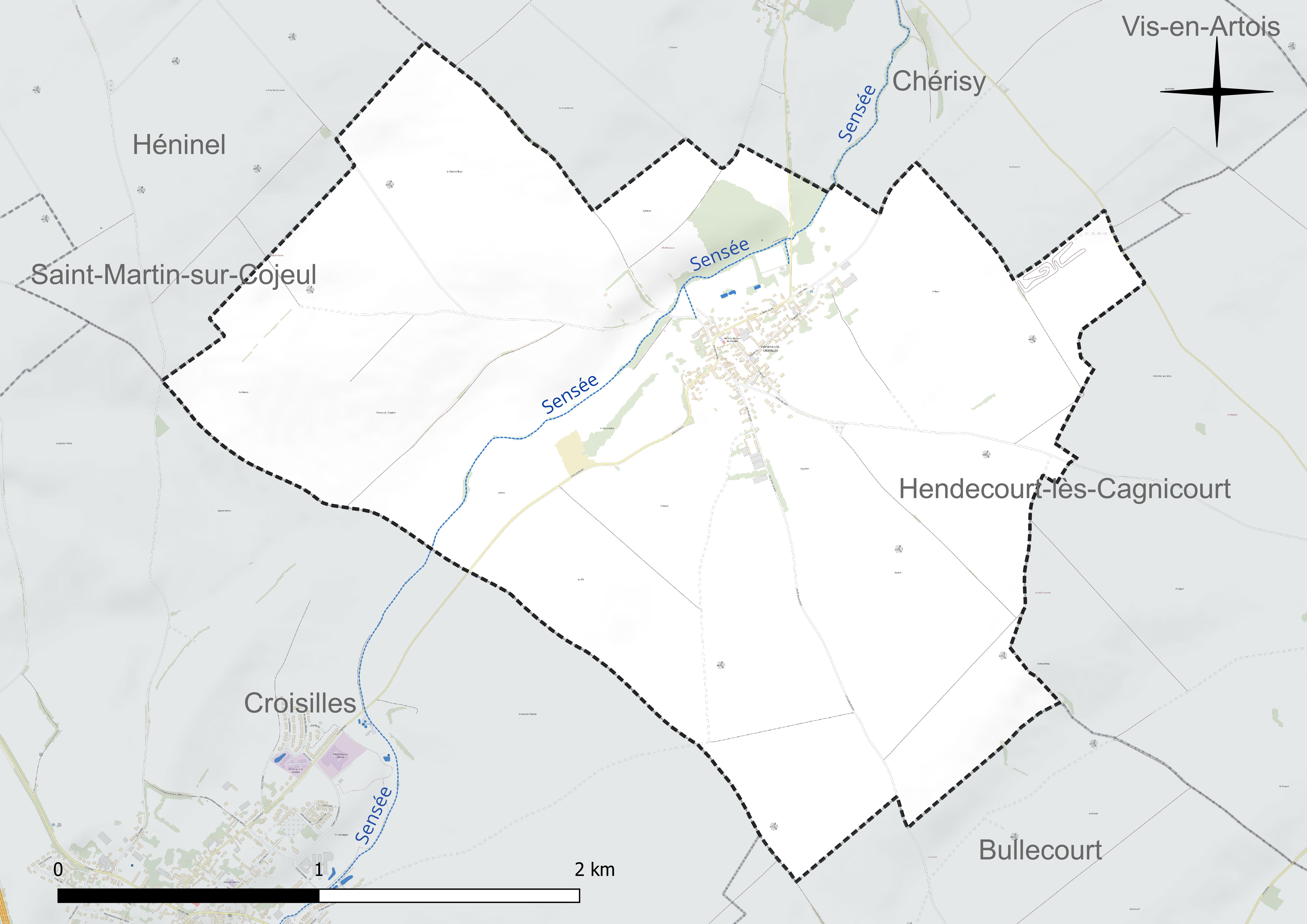
Réseau hydrographique de Fontaine-lès-Croisilles.

### Climat
Pour des articles plus généraux, voir Climat des Hauts-de-France et Climat du Pas-de-Calais.
En 2010, le climat de la commune est de type climat océanique dégradé des plaines du Centre et du Nord, selon une étude du CNRS s'appuyant sur une série de données couvrant la période 1971-2000. En 2020, Météo-France publie une typologie des climats de la France métropolitaine dans laquelle la commune est exposée à un climat océanique et est dans la région climatique Nord-est du bassin Parisien, caractérisée par un ensoleillement médiocre, une pluviométrie moyenne régulièrement répartie au cours de l’année et un hiver froid (3 °C).
Pour la période 1971-2000, la température annuelle moyenne est de 10,3 °C, avec une amplitude thermique annuelle de 14,6 °C. Le cumul annuel moyen de précipitations est de 705 mm, avec 12,6 jours de précipitations en janvier et 8,7 jours en juillet. Pour la période 1991-2020, la température moyenne annuelle observée sur la station météorologique la plus proche, située sur la commune de Wancourt à 4 km à vol d'oiseau, est de 10,8 °C et le cumul annuel moyen de précipitations est de 711,4 mm,. Pour l'avenir, les paramètres climatiques de la commune estimés pour 2050 selon différents scénarios d'émission de gaz à effet de serre sont consultables sur un site dédié publié par Météo-France en novembre 2022.
| Mois                                  | jan.             | fév.             | mars          | avril         | mai             | juin           | jui.          | août          | sep.          | oct.          | nov.            | déc.             | année      |
| ------------------------------------- | ---------------- | ---------------- | ------------- | ------------- | --------------- | -------------- | ------------- | ------------- | ------------- | ------------- | --------------- | ---------------- | ---------- |
| Température minimale moyenne (°C)     | 1,3              | 1,4              | 3,4           | 5,1           | 8,4             | 11,2           | 13,1          | 13,1          | 10,7          | 7,9           | 4,4             | 1,9              | 6,8        |
| Température moyenne (°C)              | 3,8              | 4,3              | 7,2           | 10            | 13,3            | 16,2           | 18,4          | 18,4          | 15,4          | 11,5          | 7,2             | 4,3              | 10,8       |
| Température maximale moyenne (°C)     | 6,2              | 7,2              | 11            | 14,9          | 18,1            | 21,2           | 23,6          | 23,7          | 20,1          | 15,2          | 9,9             | 6,7              | 14,8       |
| Record de froid (°C) date du record   | −14,1 12.01.1987 | −13,3 07.02.1991 | −9,4 13.03.13 | −4,4 20.04.17 | −1,3 07.05.1997 | 2,3 05.06.1991 | 5,1 31.07.15  | 4,4 02.08.15  | 0,5 30.09.18  | −4 24.10.03   | −8,6 24.11.1998 | −12,8 29.12.1996 | −14,1 1987 |
| Record de chaleur (°C) date du record | 14,9 09.01.15    | 18,2 26.02.19    | 24,3 31.03.21 | 26,8 20.04.18 | 30,5 12.05.1998 | 34,4 18.06.22  | 41,7 25.07.19 | 37,6 06.08.03 | 34,6 15.09.20 | 29,3 01.10.11 | 19,9 07.11.15   | 16,1 07.12.00    | 41,7 2019  |
| Précipitations (mm)                   | 56,7             | 48,7             | 50,2          | 42,7          | 61              | 60,9           | 64,9          | 62,9          | 57,6          | 65,4          | 64              | 76,4             | 711,4      |

### Paysages
Pour un article plus général, voir Paysage en France.
La commune est située dans le paysage régional des grands plateaux artésiens et cambrésiens tel que défini dans l’atlas des paysages de la région Nord-Pas-de-Calais, conçu par la direction régionale de l'Environnement, de l'Aménagement et du Logement (DREAL),. Ce paysage régional, qui concerne 238 communes, est dominé par les « grandes cultures » de céréales et de betteraves industrielles qui représentent 70 % de la surface agricole utilisée (SAU).

### Milieux naturels et biodiversité

#### Espèces faunistiques et floristiques
Le site de l’Inventaire national du patrimoine naturel (INPN) recense 224 espèces faunistiques et floristiques sur le territoire de la commune dont 58 protégées et 25 taxons (espèces et sous-espèces) menacées et quasi-menacées.

## Urbanisme

### Typologie
Au 1er janvier 2024, Fontaine-lès-Croisilles est catégorisée commune rurale à habitat dispersé, selon la nouvelle grille communale de densité à sept niveaux définie par l'Insee en 2022.
Elle est située hors unité urbaine. Par ailleurs la commune fait partie de l'aire d'attraction d'Arras, dont elle est une commune de la couronne,. Cette aire, qui regroupe 163 communes, est catégorisée dans les aires de 50 000 à moins de 200 000 habitants,.

### Occupation des sols
L'occupation des sols de la commune, telle qu'elle ressort de la base de données européenne d’occupation biophysique des sols Corine Land Cover (CLC), est marquée par l'importance des territoires agricoles (95,7 % en 2018), une proportion identique à celle de 1990 (95,7 %). La répartition détaillée en 2018 est la suivante : 
terres arables (95,7 %), zones urbanisées (4,3 %). L'évolution de l’occupation des sols de la commune et de ses infrastructures peut être observée sur les différentes représentations cartographiques du territoire : la carte de Cassini (XVIIIe siècle), la carte d'état-major (1820-1866) et les cartes ou photos aériennes de l'IGN pour la période actuelle (1950 à aujourd'hui).

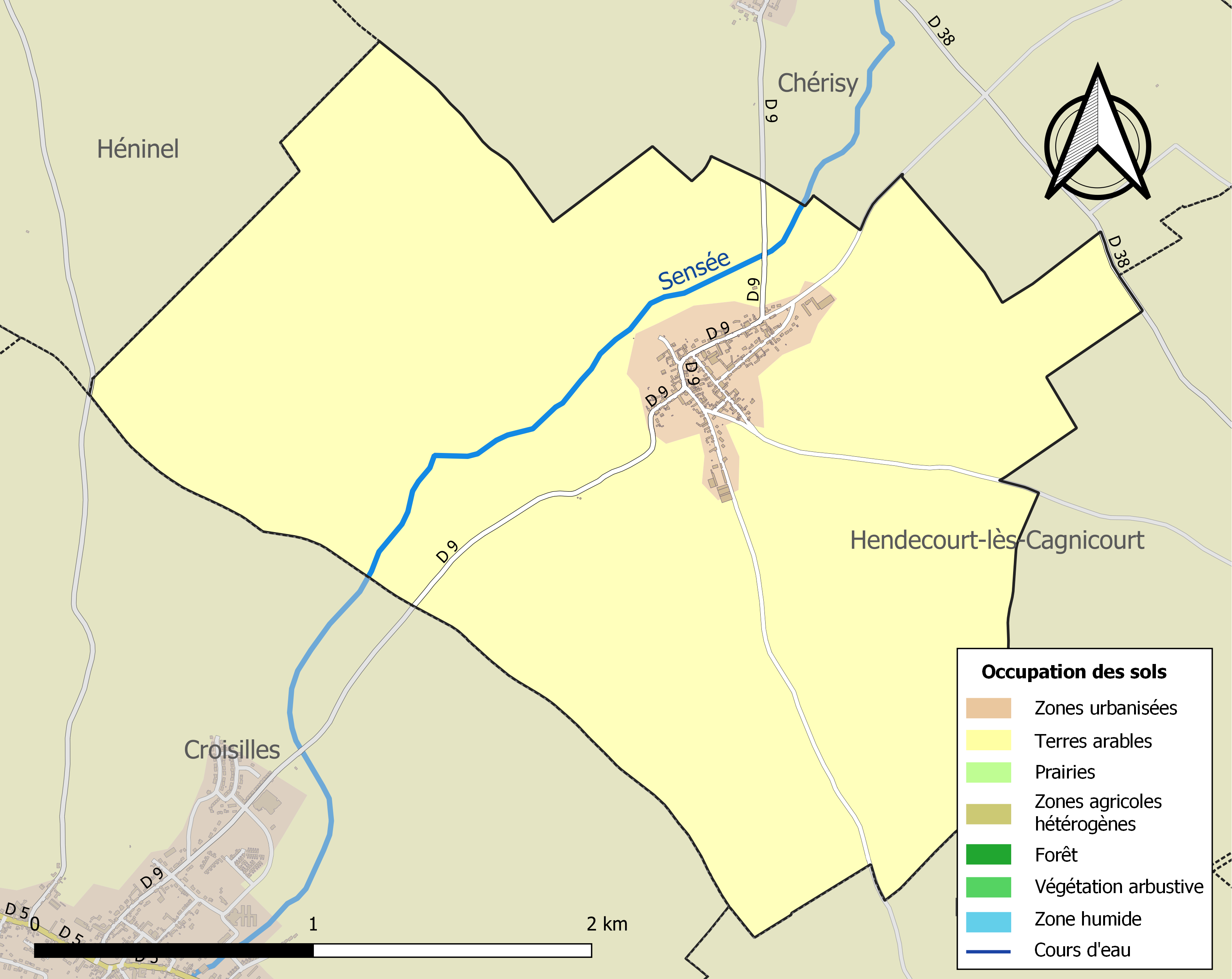
Carte des infrastructures et de l'occupation des sols de la commune en 2018 (CLC).

### Voies de communication et transports

#### Voies de communication
La commune est desservie par la route départementale D 9.

#### Transport ferroviaire
La commune se trouve à 14 km, au sud-est de la gare d'Arras, située sur la ligne de Paris-Nord à Lille, desservie par des TGV inOui et des trains régionaux du réseau TER Hauts-de-France.

## Toponymie
Le nom de la localité est attesté sous les formes Fontanidum en 869 ; Fontenellæ en 1024 ; Fontenella en 1098 ; Fontenelles en 1102 ; Fontainnes vers 1154 ; Fontanæ de 1154 à 1159 ; Fontes et Fons au XIIe siècle ; Fontanæ en 1235 ; Fontenes en 1307 ; Fontainnes au XIVe siècle ; Fontaines lez Chérizy en 1422 ; Fontaines au XVIe siècle ; Fontaine-soubz-Cogreux en 1605 ; Fontaines-lès-Crozille en 1730 ; Fontaine-sur-Cojeul en 1739; Fontaine en 1793 ;  Fontaine-lès-Croisilles depuis 1801.
La préposition « lès » permet de signifier la proximité d'un lieu géographique par rapport à un autre lieu. En règle générale, il s'agit d'une localité qui tient à se situer par rapport à une ville voisine plus grande. Par exemple, la localité de Fontaine près de Croisilles.

## Histoire

### Carte de Cassini
L'histoire de la commune est consultable dans le Dictionnaire historique et archéologique du Pas-de-Calais paru en 1873 
.
|  |

La carte de Cassini ci-dessus montre qu'au milieu du XVIIIe siècle, Fontaine-lès-Croisilles était une paroisse située dans la vallée de la rivière Le Petit Cogœule dénommée de nos jours La Sensée. Au nord-est, un moulin à vent en pierre, aujourd'hui disparu, était en activité à cette époque. À l'ouest, une chapelle est représentée.

### Première Guerre mondiale
Pendant la Première Guerre mondiale, après la bataille des Frontières du 7 au 24 août 1914, devant les pertes subies, l'État-Major français décide de battre en retraite depuis la Belgique. Dès le 28 août, les Allemands s'emparent du village de Bullecourt et poursuivent leur route vers l'ouest. Dès lors commença l'occupation allemande qui dura jusqu'en septembre 1918. Des arrêtés de la kommandantur obligeaient, à date fixe, sous la responsabilité du maire et du conseil municipal, sous peine de sanctions, la population à fournir : blé, œufs, lait, viande, légumes, destinés à nourrir les soldats du front. Toutes les personnes valides devaient effectuer des travaux agricoles ou d'entretien. En mars 1917, les Allemands décident de se retirer sur la ligne Hindenburg, ligne fortifiée située à la limite de Fontaine-lès-Croisilles.
La ligne Hindenburg qui comprend  un important réseau de barbelés, de bunkers, de postes de mitrailleuses et qui s'appuie sur les constructions non détruites des villages à l'arrière, résistera aux assauts incessants des alliés jusqu'au 27 août 1918, date du percement de la ligne Hindenburg entre Drocourt et Quéant par la première division canadienne.

Evacué de ses habitants dès 1917, le village est complètement détruit.
Vu les souffrances endurées par la population pendant les quatre années d'occupation et les dégâts aux constructions, la commune s'est vu décerner la croix de guerre 1914-1918 le 23 septembre 1920, distinction également attribuée à 276 autres communes du Pas-de-Calais. Ensuite commençe une longue période de reconstruction de l'église, de la mairie, des routes et des habitations grâce aux dommages de guerre.

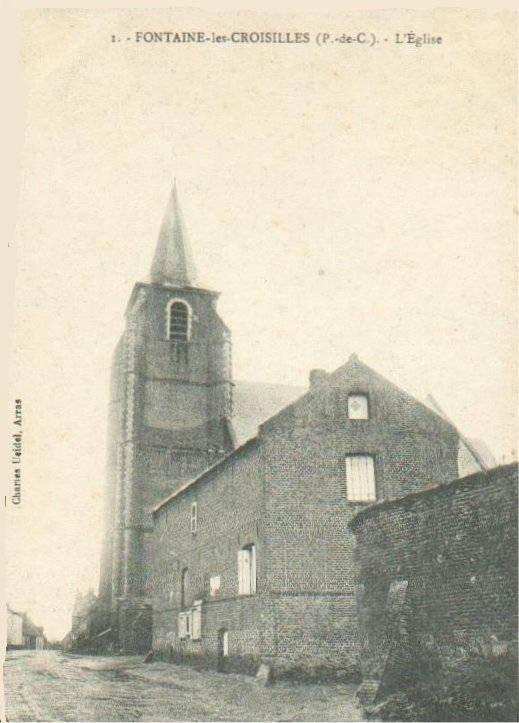
Une carte postale de l'église avant 1914.
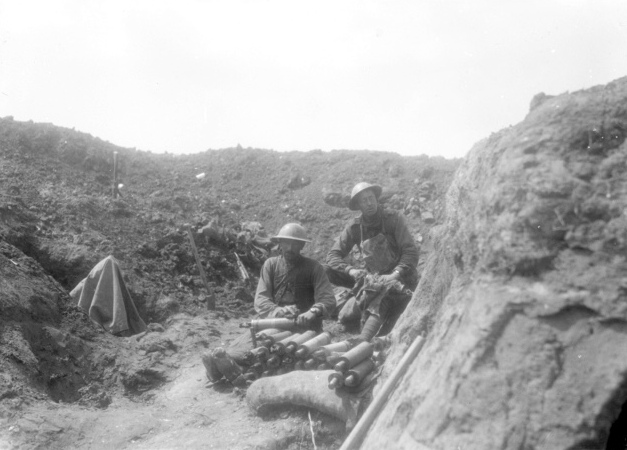
Une tranchée australiennes à Bullecourt le 8 mai 1917.
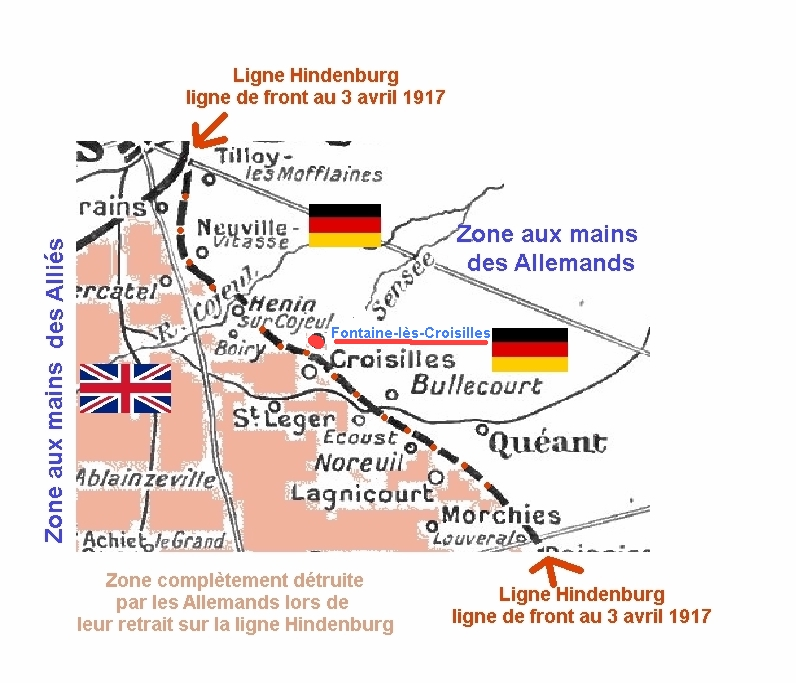
En avril 1917, Fontaine-lès-Croisilles reste en zone allemande sur la Ligne Hindenburg.
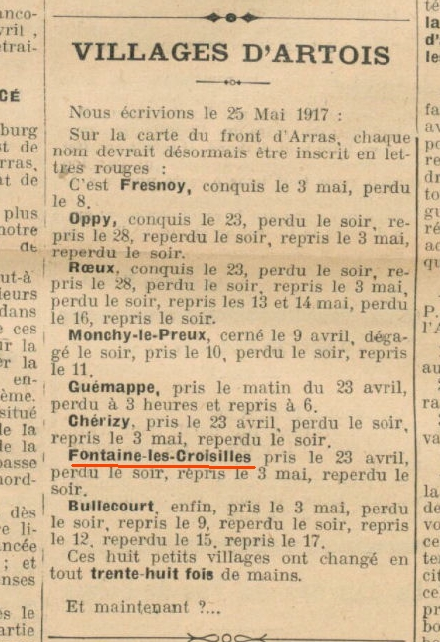
Un article de Journal de 1917 relatant les combats à Fontaine-lès-Croisilles.
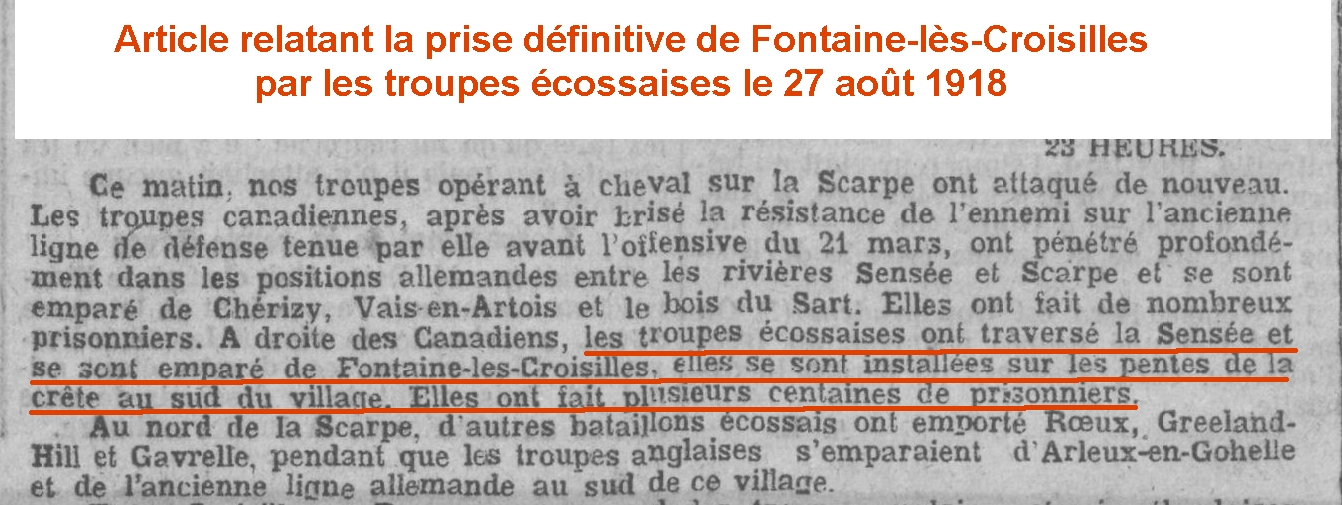
Un article de Journal relatant la libération de Fontaine-lès-Croisilles le 27 août 1918..
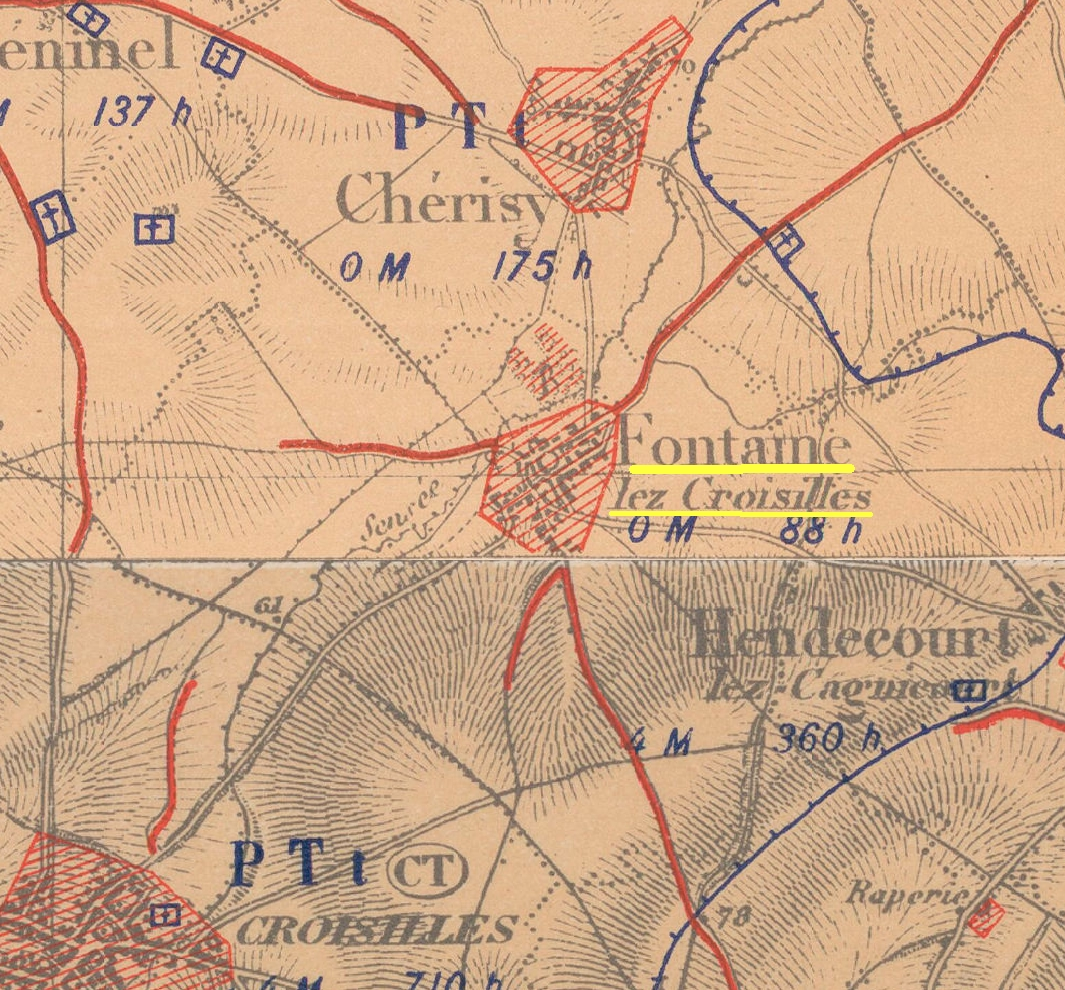
La carte des régions dévastées montre que le village de Fontaine-lès-Croisilles est complètement détruit à la fin de la guerre.

## Politique et administration

### Découpage territorial
La commune se trouve, depuis 1801, dans l'arrondissement d'Arras du département du Pas-de-Calais.

#### Commune et intercommunalités
La commune est membre de la communauté de communes du Sud-Artois.

#### Circonscriptions administratives
La commune est rattachée au canton de Bapaume. Avant le redécoupage cantonal de 2014, elle était, depuis 1801, rattachée au canton de Croisilles.

#### Circonscriptions électorales
Pour l'élection des députés, la commune fait partie de la première circonscription du Pas-de-Calais.

### Élections municipales et communautaires

#### Liste des maires
| Période                                  | Période                   | Identité       | Étiquette | Qualité                                                           |
| ---------------------------------------- | ------------------------- | -------------- | --------- | ----------------------------------------------------------------- |
| Les données manquantes sont à compléter. |                           |                |           |                                                                   |
| mars 1983                                | mars 2008                 | René Bucquet,  |           |                                                                   |
| mars 2008                                | En cours (au 4 mars 2022) | Danièle Tabary |           | Réélue pour le mandat 2014-2020, Réélue pour le mandat 2020-2026, |

## Équipements et services publics

### Enseignement
La commune est située dans l'académie de Lille et dépend, pour les vacances scolaires, de la zone B.
Elle administre une école élémentaire en regroupement pédagogique intercommunal (RPI 59).

### Justice, sécurité, secours et défense
La commune dépend du tribunal judiciaire d'Arras, du conseil de prud'hommes d'Arras, de la cour d'appel de Douai, du tribunal de commerce d'Arras, du tribunal administratif de Lille, de la cour administrative d'appel de Douai, du pôle nationalité du tribunal judiciaire d’Arras et du tribunal pour enfants d'Arras.

## Population et société

### Démographie
Les habitants de la commune sont appelés les Fontainois.

#### Évolution démographique
L'évolution du nombre d'habitants est connue à travers les recensements de la population effectués dans la commune depuis 1793. Pour les communes de moins de 10 000 habitants, une enquête de recensement portant sur toute la population est réalisée tous les cinq ans, les populations de référence des années intermédiaires étant quant à elles estimées par interpolation ou extrapolation. Pour la commune, le premier recensement exhaustif entrant dans le cadre du nouveau dispositif a été réalisé en 2004.

En 2022, la commune comptait 259 habitants, en évolution de −9,12 % par rapport à 2016 (Pas-de-Calais : −0,72 %, France hors Mayotte : +2,11 %).
| 1793 | 1800 | 1806 | 1821 | 1831 | 1836 | 1841 | 1846 | 1851 |
| ---- | ---- | ---- | ---- | ---- | ---- | ---- | ---- | ---- |
| 338  | 334  | 397  | 429  | 484  | 524  | 521  | 533  | 496  |

| 1856 | 1861 | 1866 | 1872 | 1876 | 1881 | 1886 | 1891 | 1896 |
| ---- | ---- | ---- | ---- | ---- | ---- | ---- | ---- | ---- |
| 461  | 483  | 480  | 494  | 492  | 504  | 504  | 481  | 461  |

| 1901 | 1906 | 1911 | 1921 | 1926 | 1931 | 1936 | 1946 | 1954 |
| ---- | ---- | ---- | ---- | ---- | ---- | ---- | ---- | ---- |
| 456  | 417  | 382  | 203  | 254  | 282  | 275  | 266  | 248  |

| 1962 | 1968 | 1975 | 1982 | 1990 | 1999 | 2004 | 2006 | 2009 |
| ---- | ---- | ---- | ---- | ---- | ---- | ---- | ---- | ---- |
| 255  | 235  | 222  | 228  | 238  | 257  | 281  | 287  | 281  |

| 2014 | 2019 | 2022 | - | - | - | - | - | - |
| ---- | ---- | ---- | - | - | - | - | - | - |
| 282  | 265  | 259  | - | - | - | - | - | - |

#### Pyramide des âges
En 2018, le taux de personnes d'un âge inférieur à 30 ans s'élève à 33,6 %, soit en dessous de la moyenne départementale (36,7 %). De même, le taux de personnes d'âge supérieur à 60 ans est de 24,2 % la même année, alors qu'il est de 24,9 % au niveau départemental.
En 2018, la commune comptait 143 hommes pour 129 femmes, soit un taux de 52,57 % d'hommes, largement supérieur au taux départemental (48,5 %).
Les pyramides des âges de la commune et du département s'établissent comme suit.
| Hommes | Classe d’âge | Femmes |
| ------ | ------------ | ------ |
| 0,7    | 90 ou +      | 1,6    |
| 2,9    | 75-89 ans    | 8,7    |
| 18,7   | 60-74 ans    | 15,9   |
| 23,0   | 45-59 ans    | 23,0   |
| 19,4   | 30-44 ans    | 19,0   |
| 14,4   | 15-29 ans    | 19,8   |
| 20,9   | 0-14 ans     | 11,9   |

| Hommes | Classe d’âge | Femmes |
| ------ | ------------ | ------ |
| 0,5    | 90 ou +      | 1,6    |
| 5,6    | 75-89 ans    | 8,9    |
| 16,7   | 60-74 ans    | 18,1   |
| 20,2   | 45-59 ans    | 19,2   |
| 18,9   | 30-44 ans    | 18,1   |
| 18,2   | 15-29 ans    | 16,2   |
| 19,9   | 0-14 ans     | 17,9   |

## Culture locale et patrimoine

### Lieux et monuments
- L'église Saint-Maurice. Elle est détruite lors de la Première Guerre mondiale et reconstruite après la guerre[40].
- Le monument aux morts[41].
- La plaque à la mémoire du maréchal des logis Jacques de Roquette Buisson d’Aubegon, 12e régiment de cuirassier[42].
- Le monument du West Yorshire Régiment, sis sur le côté droit de l’église[43].

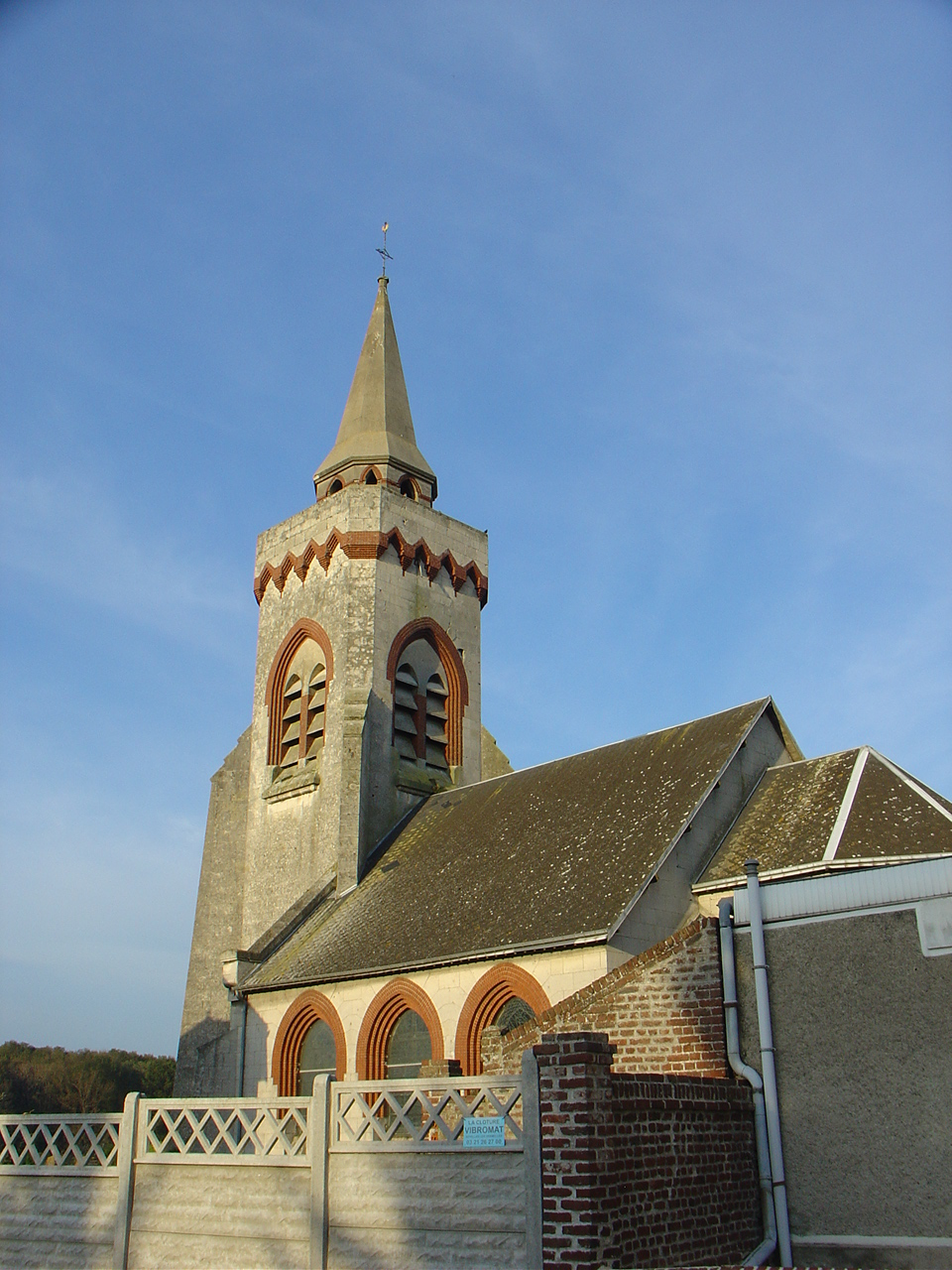
L'église.
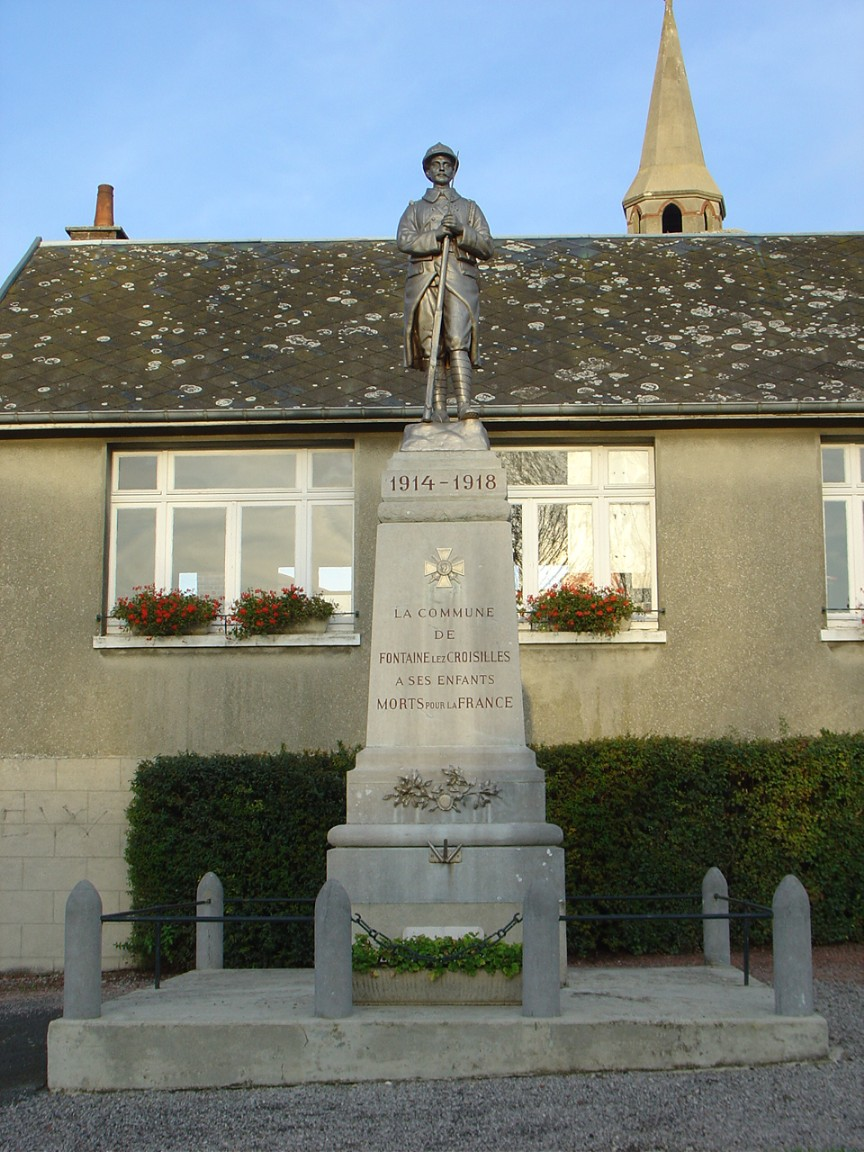
Le monument aux morts.

### Personnalités liées à la commune
- Arthur Henderson (en) (1893-1917), militaire écossais.

### Héraldique
| Blason de Fontaine-lès-Croisilles | Blason  | Écartelé : aux 1er et 4e de gueules à la tête de léopard arrachée d'or, lampassée du champ, aux 2e et 3e d'or au créquier de gueules ; sur le tout de gueules à dix losanges aboutées et accolées d'or, 3, 3, 3 et 1. Ornements extérieursCroix de guerre 1914-1918 |
| Blason de Fontaine-lès-Croisilles | Détails | Le statut officiel du blason reste à déterminer. |

## Pour approfondir